# Liste der Naturdenkmale in Zaisenhausen
| Naturdenkmale | Anzahl |
| ------------- | ------ |
| FND           | 1      |
| END           | 1      |
| Gesamt        | 2      |

Die Liste der Naturdenkmale in Zaisenhausen nennt die verordneten Naturdenkmale (ND) der im baden-württembergischen Landkreis Karlsruhe liegenden Gemeinde Zaisenhausen. In Zaisenhausen gibt es insgesamt zwei als Naturdenkmal geschützte Objekte, davon ein flächenhaftes Naturdenkmal (FND) und ein Einzelgebilde-Naturdenkmal (END).
Stand: 1. November 2016.

## Flächenhafte Naturdenkmale (FND)
| Name                     | Bild | Kennung     | Einzelheiten | Position | Fläche Hektar | Datum         |
| ------------------------ | ---- | ----------- | ------------ | -------- | ------------- | ------------- |
| Hohle am Landhäuser Weg  | BW   | 82150940002 | Zaisenhausen | ⊙        | 0,4           | 22. Feb. 1989 |
| Legende für Naturdenkmal |      |             |              |          |               |               |

## Einzelgebilde (END)
| Name                     | Bild | Kennung     | Einzelheiten | Position | Fläche Hektar | Datum        |
| ------------------------ | ---- | ----------- | ------------ | -------- | ------------- | ------------ |
| Kaiserlinde              | BW   | 82150940001 | Zaisenhausen | ⊙        | 0,0           | 9. März 1987 |
| Legende für Naturdenkmal |      |             |              |          |               |              |